# الغ‌بیگ ۲۴۳۹
سیارک ۲۴۳۹ (به انگلیسی: 2439 Ulugbek، نامگذاری:1977QX2) دو هزار و چهارصد و سی و نهمین سیارک کشف شده‌است که در ۲۱ اوت ۱۹۷۷ کشف شد.
قدر مطلق سیارک برابر ۱۱٫۵۰ است.